# Tomás Barrera
Tomás Barrera Saavedra (La Solana, Ciudad Real, 13 de febrero de 1870-Madrid, 16 de julio de 1938) fue un compositor español autor de zarzuelas. 

## Olvido de su obra
Tomás Barrera Saavedra es el ejemplo arquetípico de compositor hispano de los siglos XIX y XX, cuya actividad creativa estuvo vinculada fundamentalmente al ámbito teatral, lo que en la España del cambio de siglo quería decir al mundo de la zarzuela; en relación con este hecho no es nada extraño el olvido de su obra y de su figura, que se une al de otros muchos compositores y libretistas. La brecha abierta en España por la guerra civil hace que la zarzuela pase de ser un género vivo a uno histórico; y la “historia” se escribirá con una selección de nombres, no necesariamente los mejores, suponiendo la desaparición de otros muchos. Es desde hace no mucho cuando se ha vuelto la mirada atrás para reescribir esa historia añadiendo al discurso ya escrito las conclusiones derivadas del conocimiento de obras esenciales totalmente desconocidas de los autores ya consagrados y lo que es más importante de obras de autores completamente olvidados. Ese es el caso de Tomás Barrera.

## Obra
Un gran número de sus obras están firmadas por otro compositor más. Su obra más recordada es Emigrantes, estrenada en 1905 en el Teatro de la Zarzuela de Madrid. Su último éxito fue La virgen capitana, estrenada en Zaragoza en 1923.

### Zarzuelas
.

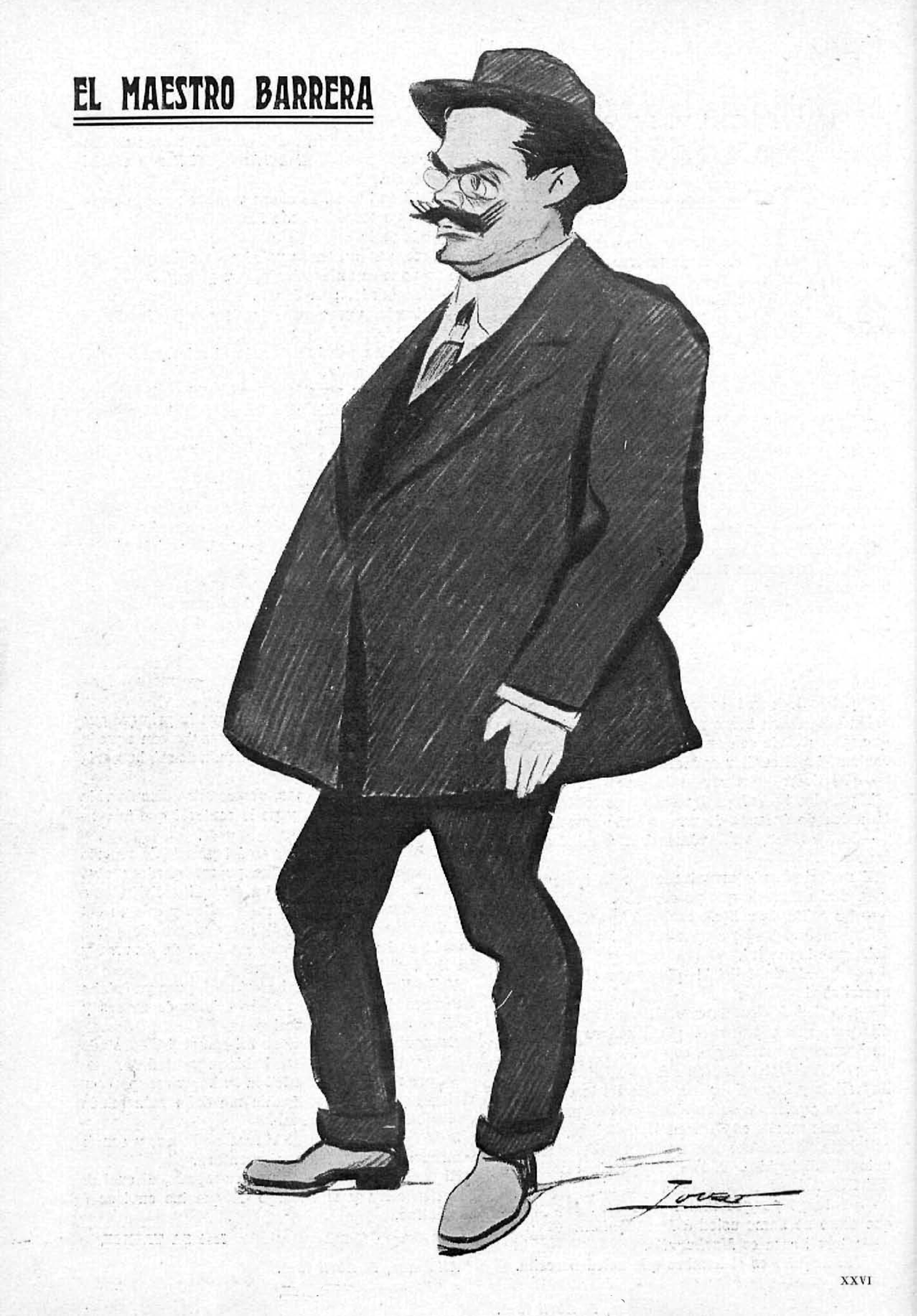
Caricaturizado por Tovar en Comedias y Comediantes (1910)

- 1900 - A cuarto y a dos (colaboración con Rafael Calleja Gómez, El fondo del baúl (colaboración con Joaquín Valverde Sanjuan), La señora capitana (colaboración con Joaquín Valverde Sanjuan) y Tiempo revuelto (colaboración Rafael Calleja Gómez).
- 1901 - El género ínfimo (colaboración con Joaquín Valverde Sanjuan), Los monigotes del chico (colaboración con Rafael Calleja Gómez), La tremenda (colaboración con Joaquín Valverde Sanjuan), La maestra (colaboración con Rafael Calleja Gómez y Vicente Lleó Balbastre, Los niños llorones y El código penal.
- 1902 - El olivar (colaboración con José Serrano) y Piquito de oro (colaboración con José María Guervós).
- 1905 - Emigrantes (colaboración con Rafael Calleja Gómez), La cantinera, Ideícas, La vara de alcalde, Villa Alegre, Manolo el afilador, La mujer de cartón y La silla de mano.
- 1906 - Calínez o el suicidio de Pifartos,  Las alegres modistillas o el botijo de Alicante, La manzana de oro (colaboración con Rafael Calleja Gómez), y El maño.
- 1907 - El Delfín (colaboración con Juan Gay) y El carro de la muerte.
- 1908 - El Aretino (colaboración con José María Guervós), El celoso extremeño, ¡Cuentan de un sabio que un día...! (colaboración con Pascual Marquina Narro), La canción de la vida (colaboración con Rafael Calleja Gómez), El guarda jurao, y Cantos baturros.
- 1909 - La cruz del torrente (colaboración con Antonio Porras) y La Tajadera.
- 1910 - El alma del querer (colaboración con Amadeo Vives), La luna de amor (colaboración con Rafael Calleja Gómez) y El derecho de asilo.
- 1911 - El ciego del barrio, Las dos reinas (colaboración con Rafael Calleja Gómez), El gran duque Simple IV, Las pícaras faldas, El primer espada, La real hembra(colaboración con Francisco de San Felipe) y La canción española (colaboración con Amadeo Vives).
- 1912 -  Las hermanas frescales, El baile de la flor (colaboración con Luis Foglietti), La Venus moderna (colaboración con Manuel Quislant), El Tenorio musical y La hija del mar.
- 1913 - Las Chulas de Madrid y S. M. el cupón.
- 1914 - El buen ladrón, La Socorrito (colaboración con Rafael Calleja Gómez), El Tirano (colaboración con Rafael Calleja Gómez, El día del ruido y El sueño de Pierrot.
- 1915 - Las señoras del silencio y Los pícaros años.
- 1916 - Las mujeres malas, Los ojos de mi morena y La alegre Diana.
- 1917 - El marido de la Engracia.
- 1918 - El clavel y la favorita, De Madrid a la gloria y El agua del Manzanares o cuando el río suena... (en colaboración con Antonio Estremera, adaptación de la novela cómica de Carlos Arniches).
- 1919 - María Dolores.
- 1920 - El reinado de Eva y La del Dos de Mayo.
- 1921 - El paraguas del abuelo (colaboración con Pablo Luna).
- 1922 - El niño de la suerte.
- 1923 - La Viejecita y Urbana y Cortés.
- 1924 - La Virgen capitana y La Cara bonita (colaboración con Francisco Alonso).
- 1929 - Que viene el lobo.
- 1931 - La sirena brava (colaboración con Francisco Alonso).
- 1937 - Las ametralladoras.
- 1938 - ¡Gitana de mi alma!

Fecha no disponible:
- La payesa de Sarriá.

### Adiós Granada
- Adiós Granada es una romanza de la zarzuela Emigrantes que compuso en colaboración con el maestro Calleja que canta el personaje de Tordiyo. Es la única muestra de la producción de Barrera que ha perdurado hasta hoy en el recuerdo de muchos y que produce un verdadero nudo en la garganta por la emotividad de la que está cargada.